# ناصر داودو
ناصر داودو (انگلیسی: Nasser Daoudou؛ زادهٔ ۲۶ فوریهٔ ۱۹۹۸) بازیکن فوتبال اهل فرانسه است.
از باشگاه‌هایی که در آن بازی کرده‌است می‌توان به باشگاه فوتبال سیون اشاره کرد.